# Pasquale J. D'Amuro
Pasquale J. (Pat) D'Amuro is een Amerikaans terrorisme-expert, voormalig veiligheidsagent en televisie-analist. Na een carrière van 26 jaar, waarin hij de op twee na hoogste positie van de FBI behaalde, vervolgde hij zijn loopbaan in het bedrijfsleven en het onderwijs.

## Levensloop
D'Amuro groeide op in upstate New York en behaalde een bachelorgraad aan de universiteit van Niagara.
Vanaf mei 1979 werkte hij voor de FBI. Hier deed hij ervaring op in onderzoek naar bankovervallen, fraude, georganiseerde misdaad, drugssmokkel en vergelijkbare zaken.
Na de bomaanslag op het World Trade Center in 1993 veranderde zijn onderzoeksgebied naar terroristische aanslagen. Na de analyse van de aanslag in 1993 werd hij betrokken bij het onderzoek naar de aanslagen op de Amerikaanse ambassades in Tanzania en Kenia in 1998, de aanslag op de USS Cole in de haven van Aden in Jemen in 2000 en de vernietigende aanslagen op 11 september 2001 op het World Trade Center en het Pentagon. In de loop van deze jaren groeide hij uit tot een expert van Al Qaida.
Na de aanslagen van 11 september werd D'Amuro in januari 2002 benoemd tot assistent-directeur voor de contraterrorismedivisie. Hier had hij de leiding over duizenden agenten en maakte hij beleid dat leidde tot een betere uitwisseling van gegevens tussen de FBI, de CIA, het Department of Homeland Security en het Ministerie van Defensie. Ook gaf hij de opdracht tot een gecentraliseerde terrorismevolglijst (Terrorism Watch List) die alle voormalige registers koppelde tot een enkelvoudige en omvangrijke databank.
In augustus 2003 werd hij gepromoveerd tot directeur van het kantoor in New York, het grootste kantoor van de dienst met het hoogste profiel. Hiermee bekleedde hij de op twee na hoogste positie binnen de FBI. In zijn laatste jaren bij de dienst gaf hij geregeld publieke lezingen om meer transparantie te geven over de veranderingen die er bij de FBI zijn doorgevoerd sinds 11 september. In maart 2005 verliet hij de FBI na een 26-jarige carrière.
Hierna was hij onder meer directeur van Nine Thirty Capital Management en bestuursvoorzitter van Giuliani Security & Safety. Sinds april 2008 is hij directeur van American Defense Systems.
Verder treedt hij geregeld op als senioranalist bij de televisiezender CNN en trad op maart 2006 toe commissaris bij Mercy College.

## Erkenning
D'Amuro ontving een groot aantal onderscheidingen, waaronder de Presidential Rank Award van de FBI. In 2004 werd hem een eredoctoraat in rechtsgeleerdheid toegekend door Mercy College in Dobbs Ferry in New York.
In 2009 ontving hij de Four Freedoms Award voor vrijwaring van vrees.